# Грезли, Фрэнк
Фрэнк Гре́зли (англ. Frank Gresley, 1855—1936) — британский пейзажист, известный своими изображениями реки Трент в Сваркстоуне (Swarkestone), Инглби и Барроу-апон-Тренте.

## Биография

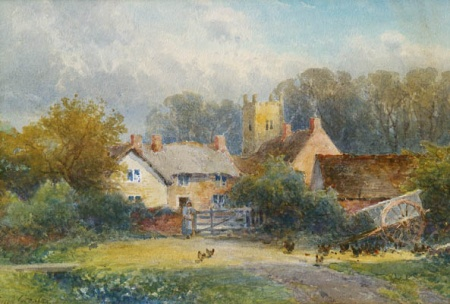
Дербиширский Сваркстоун в 1890 году

Его отец, Джеймс Стивен Грезли, тоже был художником. Живописцами стали и два сына Фрэнка, Гарольд и Катберт.
Большую часть жизни Фрэнк прожил в Челластоне, в Дербишире. Некоторые из его картин Альфред Гуди пожертвовал Музею и художественной галерее Дерби.